# 20064 Prahladagrawal
20064 Prahladagrawal è un asteroide della fascia principale. Scoperto nel 1993, presenta un'orbita caratterizzata da un semiasse maggiore pari a 2,200474 UA e da un'eccentricità di 0,053492, inclinata di 0,930780° rispetto all'eclittica.